# 黃大一
黃大一（1948年12月26日—2023年1月18日），化學碩士出身，為台灣程式設計師、業餘古生物學家、催眠學者、玩石家。開發中文化電腦環境，生前曾任中興大學榮譽教授／客座教授與吉林大學唐敖慶講座教。在古生物學方面，黃大一參與發表了數篇論文，包括了《自然》期刊於2013年四月份封面論文。

## 生平

### 家庭背景與學術經歷
黃大一是台灣白色恐怖時期受難者家屬。父親黃溫恭於1952年涉入中國共產黨臺灣省工作委員會燕巢支部案，於1953年被槍決（是台灣戒嚴時期遭處決的中國共產黨黨員之一）。此後便由母親楊清蓮獨自撫養長大。黃家因此事件而受到國民政府的監視，嚴重影響他們的生活與一輩子事業前途。直到2011年，黃大一才從馬英九總統手中拿回父親當年的五封遺書。
黃大一在就讀俄亥俄州立大學博士期間，為了等妹妹黃春蘭到美國留學，而錯失完成博士學位的機會。黃大一在此期間發明了中文電腦的達意輸入法，並取得了美國歐洲多國專利。

## 職業生涯

### 電腦系統
黃大一在1980年代中期開發過兩部完全使用 Forth 的嵌入式系統，包括 F83，以及使用完全用符式建構的中文電腦系統。1984年，獲得美國、英國等國家的「中文電腦大一輸入法專利」。
1988年，黃大一接受蘋果電腦的邀請，返台從事中文電腦研發，編寫了中文電腦的達意輸入法，並開發了第一套中文標準字體，包括了中文電腦後述語言字體（PostScript字型）。11月，與黃克東教授發表論文《Chinese Hypercard — A New Tool for Sinology》，提出以美國國家標準之東亞字碼集（即中文資訊交換碼）製作電子中文大字典，經由超文字（HyperText）與全文索引引擎 (Full Text Search Engine) 技術，以光碟為儲存媒體，將包含七萬五千個以上的方塊字之字源、發展、正、異（包括簡）體字、發音、筆順和各種相關的中文屬性，全都收集、連結起來。

### 古生物與化石
1990年，玩石家俱樂部改名玩石家協會，其中黃大一為協會的會長。其目標是以有計畫的組織來帶動科普玩石的熱潮。
1997年，黃大一向交通部郵政總局提案，出版了中華民國有史以來第一套台灣本土礦物的主題郵票。
黃大一於2005年被選為中興大學傑出校友，為化學系第二位取得如此榮譽者。
2013年，黃大一與中央大學光電系教授張榮森、成大博士後研究員彭信榮、國家同步輻射中心工程師江正誠、成大口腔醫學所所長謝達斌，在Robert Reisz領導下於《自然》期刊發表了對於恐龍胚胎學的研究論文，並成為該期《自然》之封面論文。 做為第二作者，黃大一是文內原始材料（恐龍胚胎骨頭）的發現者。這篇論文的重要性，不只是發表了世界上最古老恐龍（祿豐龍屬）胚胎，1.95億年前（早侏羅紀），而且發現並證明了在這些恐龍胚胎骨頭化石內保存著有機殘留物（第一類膠原蛋白）。
黃大一於2016年獲吉林大學聘任為客座教授與恐龍演化研究中心終生執行主任，隔年被聘為「唐敖慶講座教授」、博士導師等職位。2016年，黃大一榮獲美國國家地理協會科學探索者獎金，為台灣第一位得到此榮殊者。

### 科學催眠
從1990年起，黃大一也致力於「科學催眠」之研究，並出版相關書籍，強調催眠與腦科學的結合。

## 政治觀點
2008年陳水扁家庭密帳案爆發後，黃大一在網路上發表短篇諷刺小說《誰把台灣釘十字架？》，諷刺民主進步黨對陳水扁的個人崇拜，表示「民進黨不死，台灣的民主就不能『結出許多麥子來』」。
曾於個人臉書頁面公開批評美國前副總統高爾「全球暖化只是沒選上美國總統的高爾之政治舞台騙局，騙得台灣一群笨蛋跟著瘋狂」。

## 著作

### 書籍
- And so Forth，自行出版 1982、中央出版社 1983
- 黃大一、黃克東，《中日韓文電腦概論》“An Introduction to Chinese, Japan and Korean Computing” 1989
- 《符式(FORTH) F83 入門 》，松崗出版社 1986
- 黃大一，《電腦中文造字辭典》(1998/10)
- 《中文字碼：萬碼奔騰、一碼當先》，永麒科技出版，‬1990‭, ‬1992
- 《玩石家手冊》，玩石家出版社，1992
- 《電腦中文造字辭典》(2009)，華藝數位出版
- 《我們都生活在催眠中?催眠研究大解析》，成陽出版、簡體字版：安徽人民出版社
- 《催眠150招》，成陽出版、簡體字版：安徽人民出版社
- 《量身訂製你的前世今生，二版》，成陽出版
- 《啊哈！催眠》，成陽出版
- 《大哉問如何催眠》，桂冠出版、簡體字版：安徽人民出版社
- 《自我控制‭.‬抗老催眠》，桂冠出版、簡體字版：安徽人民出版社
- 《控制呼吸‭.‬自我催眠消除緊張》，桂冠出版、簡體字版：安徽人民出版社
- 《濟世催眠引導加深秘笈》，桂冠出版、簡體字版：安徽人民出版社
- 《古埃及宗教和哲學引導‭》（譯）‭/ ‬2000.09‭ / ‬桂冠圖書
- 《玩化石魔法師》，華藝數位出版
- 《電腦辭典‭---‬礦物字典‭ 》， ‬萊斯康電腦辭典公司，1995
- 《古生物化學入門》 (An Introduction to PaleoChemistry), 2020